# Timberlake (Virginia)
Timberlake es un lugar designado por el censo situado en el condado de Bedford, Virginia  (Estados Unidos). Según el censo de 2010 tenía una población de 12.183 habitantes.

## Demografía
Según el censo del 2000, Timberlake tenía 10.683 habitantes, 4.523 viviendas, y 3.152 familias. La densidad de población era de 467,7 habitantes por km².
De las 4.523 viviendas en un 29,6%  vivían niños de menos de 18 años, en un 57,1%  vivían parejas casadas, en un 9,8% mujeres solteras, y en un 30,3% no eran unidades familiares. En el 25,3% de las viviendas  vivían personas solas el 7% de las cuales correspondía a personas de 65 años o más que vivían solas. El número medio de personas viviendo en cada vivienda era de 2,36 y el número medio de personas que vivían en cada familia era de 2,83.
Por edades la población se repartía de la siguiente manera: un 22,7% tenía menos de 18 años, un 8,4% entre 18 y 24, un 29,8% entre 25 y 44, un 25,7% de 45 a 60 y un 13,5% 65 años o más.
La edad media era de 38 años.  Por cada 100 mujeres de 18 o más años  había 89,5 hombres.
La renta media por vivienda era de 43.094$ y la renta media por familia de 50.073$. Los hombres tenían una renta media de 34.577$ mientras que las mujeres 24.343$. La renta per cápita de la población era de 20.760$. En torno al 4,5% de las familias y el 5,6% de la población estaban por debajo del umbral de pobreza.

## Localidades adyacentes
El siguiente diagrama muestra a las localidades más próximas a Timberlake.